# Palazzo Tolomei (Siena)
Der Palazzo Tolomei ist ein historisches Gebäude in Siena, das sich auf dem gleichnamigen Platz an der Hauptstraße befindet.

## Geschichte und Beschreibung

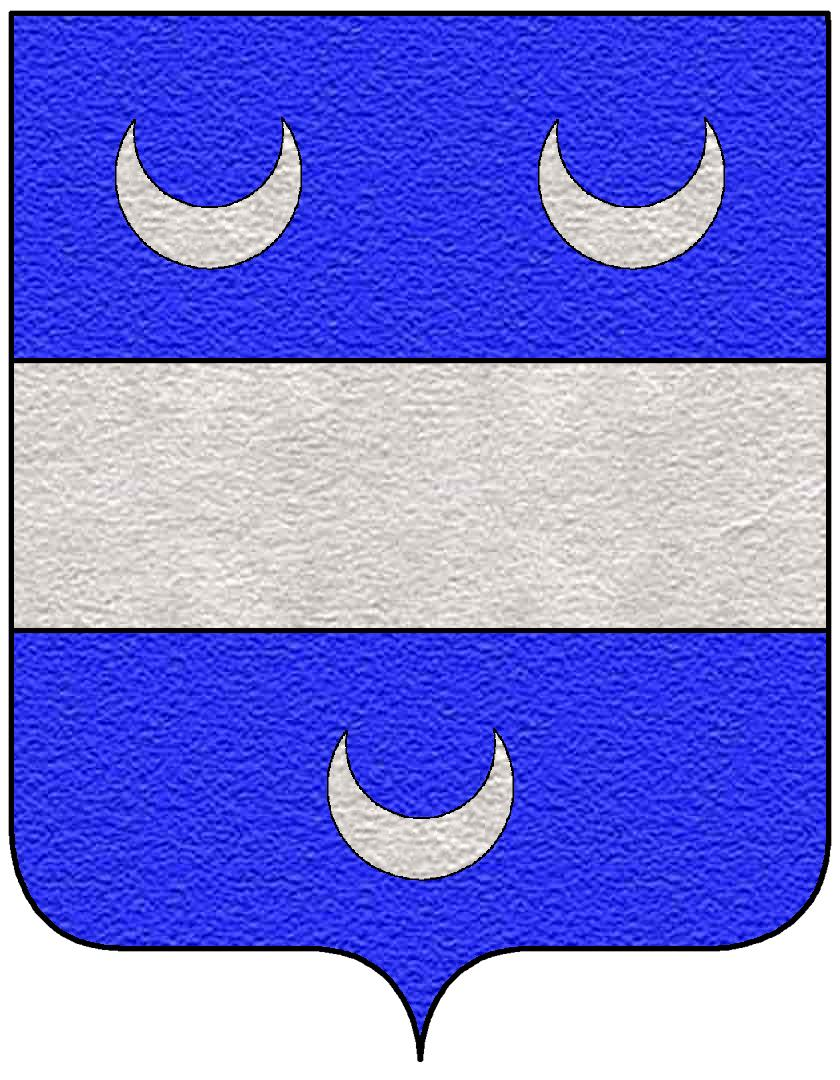
Wappen der Tolomei

Die bekannte sienesische Familie ließ sich nach der Ankunft Karls des Großen in Italien nieder. Die Tolomei konnten in der toskanischen Stadt den Veränderungsprozess zu ihren Gunsten nutzen und wurden zu einer mächtigen Familie von Bankiers, Besitzern von Türmen und Burgen in den Gebieten zwischen der Montagnola Senese und der Maremma. Zu dieser Familie gehörte die von Dante im 5. Gesang des Purgatorio (Fegefeuer) zitierte Pia dei Tolomei, der von ihrem Tod durch ihren Ehemann erzählt, der die Frau aus einem Fenster seines Schlosses in der Maremma stürzte.
Im Gebiet von Siena, damals außerhalb der Stadtmauern, besaß die Familie im 11. und 12. Jahrhundert eine Burg, die von dem bereits erreichten Reichtum zeugt. Der erste Palast wurde vor 1205 erbaut. Aus diesem Grund ist es der älteste private Wohnsitz in Siena, der jedoch nach 1267 nur in den oberen Etagen erneuert wurde, nachdem das Gebäude von den Ghibellinen fast vollständig zerstört worden war. Der Wiederaufbau erfolgte zwischen 1270 und 1275. Im Jahr 1277 brannte die Residenz der Tolomei nieder, ohne jedoch die Bausubstanz zu beeinträchtigen. Sie ist heute das Ergebnis einer Restaurierung aus dem Jahr 1971 und der Sitz der Cassa di Risparmio di Firenze.
Die graue Steinfassade des Palastes zeigt die typischen Formen des 13. Jahrhunderts, mit einem sehr hohen Erdgeschoss und zwei Etagen, die durch Gesimse getrennt und durch zwei Reihen von fünf eleganten Zwillingsfenstern mit Spitzbögen und Dreipass aufgelockert ist.
In der Halle befinden sich restaurierte Architekturfragmente, die bei den letzten Restaurierungsarbeiten gefunden wurden.
In dem italienischen Kult-Spielfilm Der Brummbär mit dem Hauptdarsteller Adriano Celentano dient der Palazzo Tolomei als zentraler Ort, in welchem die vermeintliche Beute eines 15. Millionen schweren Bankraubes versteckt sein soll. Die Handlung ist jedoch frei erfunden.